# Jan Frans Van Cuyck
Jan Frans Van Cuyck (Antwerpen, 4 juni 1857 - Antwerpen, 21 oktober 1952) ook gekend onder het pseudoniem Willem Vrij, was een schrijver en leraar aan de Stedelijke Normaalschool. 

## Leven
Jan Frans Van Cuyck werd geboren in Antwerpen op 4 juni 1857. Hij studeerde aan de Rijksnormaalschool van Lier waar hij onder meer les kreeg van Domien Sleeckx. In 1876 werd Van Cuyck onderwijzer in Antwerpen, waar hij van 1882 tot 1917 werkte in het middelbaar en normaalonderwijs. Hij hield zich veel bezig met zelfstudie en reizen die hem verder ontwikkelden. Daarnaast was Van Cuyck ook actief op literair vlak, waardoor hij voor verschillende tijdschriften schreef onder zijn pseudoniem Willem Vrij. Hij speelde in 1887 ook een rol in de oprichting van de liberale 'anti-Academie' het Taalverbond. Daar was hij vooral actief in de Antwerpse afdeling van het Algemeen-Nederlands Verbond en op de Nederlandse congressen, onder andere als pleitbezorger van de Nederlandse integratie. Van Cuyck was Vlaamsgezind en ijverde voor het beschaafde Nederlands, hierdoor liet hij het directeurschap echter aan hem voorbij gaan.

## Werken
Een aantal van zijn werken zijn:
- Onder vrienden, Antwerpen, 1881.
- Een duur gelag, 1882.
- Tot aandenken, Antwerpen, 1882.
- Geschieden en weergevonden, Antwerpen, 1883.
- Rubens en de Vlaamsche schilderschool, Gent, 1883.
- Twee huwelijken, Antwerpen, 1884.
- Ware en valsche kunst, Antwerpen, 1884.
- Letterkundige vooroordeelen, 1887.
- Wie onschuldig is, Antwerpen, 1887.
- Zijne eer in gevaar, Antwerpen, 1887.
- Een kind, 1888.
- Moderne boeken en lezers, Antwerpen, 1888.
- Segher Janssone: historisch tafereel uit de eerste helft der 14e eeuw, Antwerpen, 1888.
- Sinjoren: novellen en verhalen, Gent, 1888.
- Tusschen vader en moeder, Antwerpen, 1888.
- Kunstenaarszielen, Hasselt, 1889.
- Op de bloemenmarkt, Gent,1889.
- Weervraak, Gent, 1889.
- In het schemeruurken, Antwerpen, 1890.
- Ook een reisbrief: aan den heer Karel W. te H., Antwerpen, 1890.
- Op reis, Gent, 1891.
- Naar Italië, Antwerpen, 1891.
- Een kerstverhaal, Antwerpen, 1892.
- Eugeen Zetternam, 1826-1855, Gent, 1892.
- De vader, 1894.
- De teekenmeester, Antwerpen, 1895.
- In Noord-Duitschland, Gent, 1895.
- Goethe, Antwerpen, 1897.
- Het leven gaat voorbij, 1899.
- Noodlot, 1899.
- In Oostenrijk, 1897.
- Alice: de novelle der smart, 1898.
- Bremen, Hamburg, Lübeck: reisherinneringen, 1900.
- Hartstocht, Gent, 1900.
- Ikzucht, 1904.
- Ons hart, Gent, 1904.
- In dien tijd...: herinneringen van een gewezen Antwerpschen schoolknaap, Antwerpen, 1908.
- België: Brussel, Spa en de zeebadplaatsen, 1911.
- Verloofd, 1912.
- Kwelling, Antwerpen, 1918.
- België in beeld: 86 zichten en 3 panoramas, Antwerpen.
- De kinderen beschikken.
- Eene rustiger woning.
- Herinnering.
- Karel Lodewijk Ledeganck, 1805-1847.
- Onze lievelingen: de planten.
- Sleeckx als romanschrijver.
- Van Brussel naar Karema: geschiedenis eener Belgische kolonie in Midden-Afrika, Brussel.
- De vijfjaarlijksche prijskamp van Nederlandsche letterkunde.
- Vreemde letterkunde.